# Anton Mozart

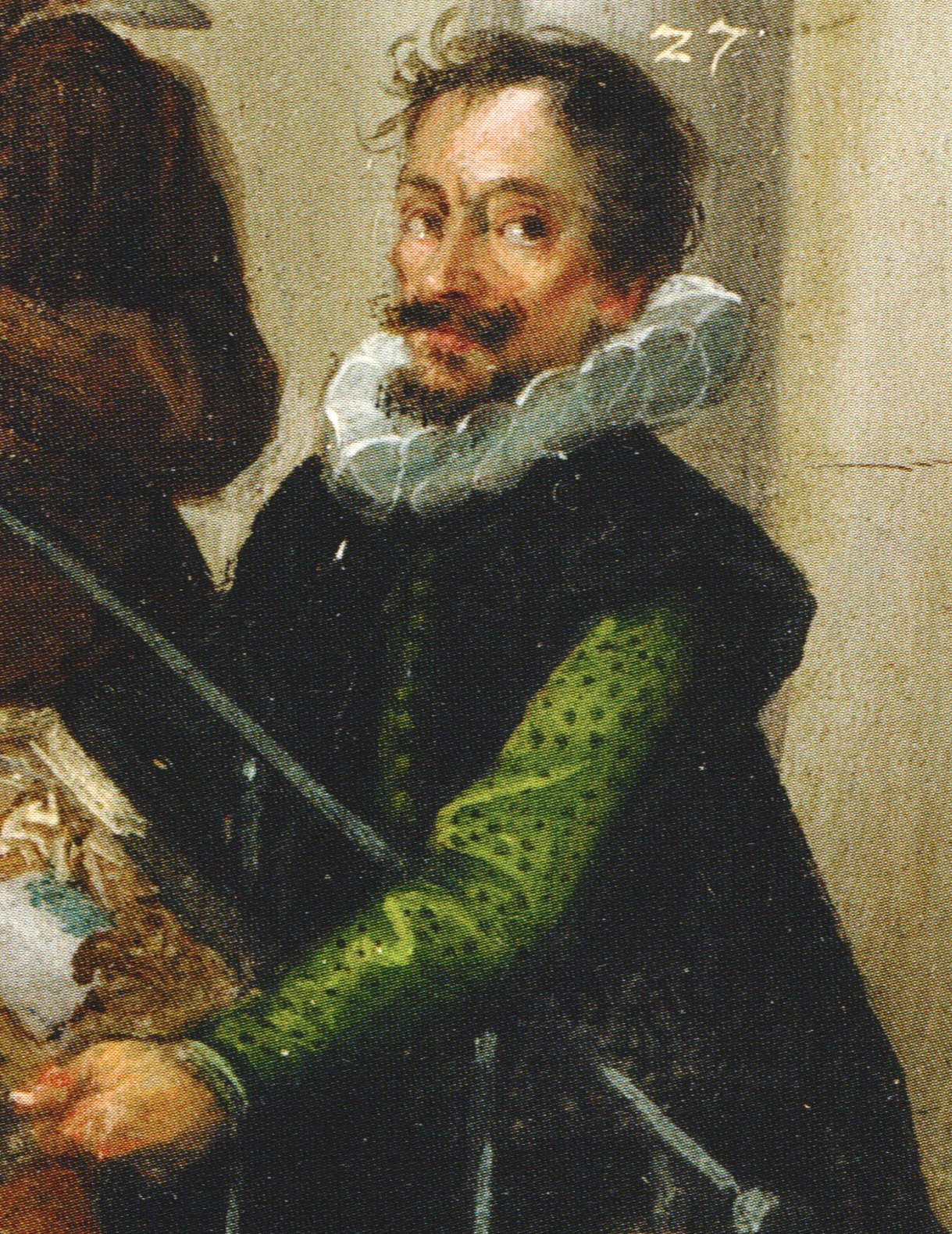
Selbstbildnis 1617, aus dem Gemälde Die Übergabe des Pommerschen Kunstschranks an Herzog Philipp II. von Pommern.

Anton Mozart (* 1572; † 13. Mai 1625 in Augsburg) war ein deutscher Maler.

## Leben

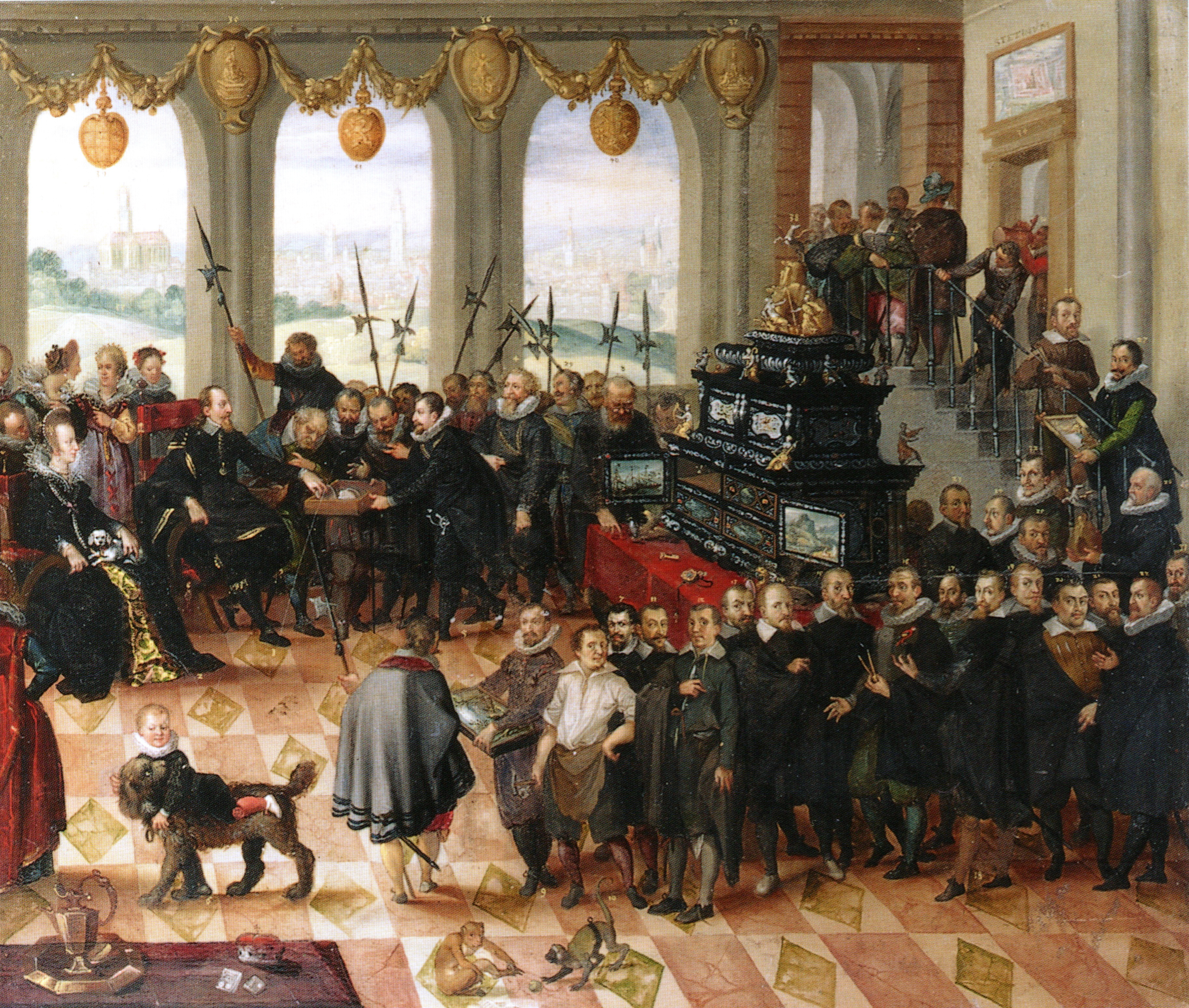
Übergabe des Pommerschen Kunstschranks

Anton Mozart war in Augsburg als Landschafts- und Figurenmaler tätig. Er wird als ein Nachahmer des Malers Jan Brueghel der Ältere beschrieben. Eines seiner bekanntesten Werke ist die malerische Bearbeitung des von dem Augsburger Kunsttischler Ulrich Baumgartner hergestellten Pommerschen Kunstschranks, dessen Übergabe durch Philipp Hainhofer an Herzog Philipp II. von Pommern 1617 er in einem Gruppengemälde festhielt (heute im Kunstgewerbemuseum Berlin).
Die Kupferplatte des Kunstschrankes, die als Verschluss des in dem Schrank befindlichen Apothekerkastens diente, zeigt auf der einen Seite das Gleichnis von den drei Gesichtern des Arztes, nach dem Mozart sie gestaltet hat. Der Spruch lautet:

“Tres medicus facies habet, unam, quando rogatur, Angelicam, mox est, cum iuvat, ipse Deus. Post ubi curato poscit sua praemia morbo Horridus apparet terribilisque Sathan”

„Der Artzt dem Kranken geordnet ist, Der darf keins Artzts dem nichts gebrist. Ein Artzt aber drey Angesicht hat: Engelisch so er dem Kranken hat. So sich bessert des Kranken noth, So sieht der Artzt gleich wie ein Gott. Wenn nun der Artzt umb Lohn anspricht, Hat er ein teuffelisch angesicht.“

Das Bildnis ist dreigeteilt und zeigt links den Arzt bei einem bettlägerigen Kranken, wobei er diesem den Puls fühlt und eine Harnprobe betrachtet. Die mittlere Szene zeigt den Arzt mit Engelsflügeln versehen auf den Kranken einredend und rechts ist der Patient geheilt und der Arzt steckt sein Honorar ein und die Teufelskrallen an seinen Füßen spiegeln sein drittes Gesicht wider.
Anton Mozart soll zu den Vorfahren oder der Familie Wolfgang Amadeus Mozarts gehört haben.